# Port Townsend
Port Townsend es una ciudad ubicada en el condado de Jefferson en el estado estadounidense de Washington. En el año 2020 tenía una población de 10.148 habitantes y una densidad poblacional de 414,2 personas por km².

## Demografía
Según la Oficina del Censo en 2000 los ingresos medios por hogar en la localidad eran de $34.536, y los ingresos medios por familia eran $47.027. Los hombres tenían unos ingresos medios de $38.013 frente a los $27.753 para las mujeres. La renta per cápita para la localidad era de $22.395. Alrededor del 14,0% de la población estaban por debajo del umbral de pobreza.